# Anatolija
Anatolija (grč. ανατολή ili u prijeslovu: anatolē ili anatolí, vidi Popis tradicionalnih grčkih toponima, tur. Anadolu) je pokrajina u zapadnoj Aziji, odnosno na istočnom Sredozemlju. Ovu pokrajinu često poistovjećuju s Malom Azijom, iako je Anatolija unutrašnjost poluotoka Male Azije.  
U prijevodu bi značilo "izlaz Sunca" ili "Istok" (usporedi s Orijentom i Levantom). Po turskoj pučkoj etimologiji krivo povezivano s Anadolu, u smislu ana ("mati") i dolu ("punjeno"). 

## Zemljopis
Danas pretežno zauzima azijski dio Turske, izuzimajući Armensku visoravan. Najvećim dijelom zahvaća Anatolsku visoravan i susjedne planinske lance, na sjeveru Küre (Küre Dağları) i Anatolu (Anadolu Dağları ili Pontske planine), a na jugu planinske lance Taurusa (Toros Dağları). Na zapadu dopire do Mramornog i Egejskog mora, a na istoku do Armeneske visoravni. Najvećim dijelom je stepska i polustepska s nizom razdvojenih kotlina i jezerskih bazena. Prevladavaju nadmorske visine od 800 do 1,500 m i sušni predjeli, s 200 – 400 mm padalina godišnje. 
Anatolija je glavno poljoprivredno područje Turske (pšenica, stočarstvo). Preko njega prolaze važne željeznički i automobilski putevi koji povezuju Europu sa Srednjim istokom i Perzijskim zaljevom (Bagdadska željeznička pruga). Najveći grad u Anatoliji je glavni grad Turske, Ankara. 

## Povijest
Anatolija je bila kolijevkom nekoliko ranih civilizacija još iz pretpovijesnog doba. Primjeri istih su naselbine iz mlađeg kamenog doba kao što su Çatal Höyük, Cayönü, Nevali Cori, Hacilar, Göbekli Tepe i Mersin. Slavno povijesno naselje Troja je nastalo u mlađem kamenom dobu i nastavilo je postojati do u željezno doba. U 2. i 3. tisućljeću pr. Kr. teritorij Anatolije je bio u sastavu moćne države Hetita. Kasnije je pod vlašću Babilona, Asirije i Lijdije. Porazom Lidije u bitci kod Timbre Anatolija je od 547. pr. Kr. u sastavu Perzije. Oko grčkih kolonija na zapadnom dijelu Anatolije vođeni su Grčko-perzijski ratovi. U Aleksandrovim pohodima, 334. pr. Kr. pada pod vlast Makedonije. Na teritoriji Anatolije stvorena je 289. Pergamska kraljevina, a od 276. veći dio Anatolije potpao je pod vlast keltske Kraljevine Galatije, a od 197. Sirije. Poslije pobjede kod Magnezije na Sipilu, 190. pr. Kr. Rimljani šire svoj utjecaj u Anatoliju, a zatim stvaraju svoje provincije — Asia i Galatia. 
Podjelom Rimskog Carstva Anatolija je 395. pripala Bizantu, čiju vlast od 668. ugrožavaju Arapi. Naredna tri stoljeća Anatolija je poprište borbi između Bizanta i Bagdadskog kalifata. Padom Bizanta 1204., na teritoriji Anatolije stvaraju se latinske države — Trapezuntsko i Nicejsko Carstvo. Polovicom 11. stoljeća Anatolija ulazi u sastav države Turaka Seldžuka, a između 1242. i 1260. je pod vlašću Mongola. Od 1299. u sastavu je države Turaka Osmanlija. Osmanski sultan Bajazid I. osniva Anadolski beglerbegluk. Poslije pobjede u bitci kod Angore, mongolski osvajač Timur osvojio je Anadoliju 1402. Za vladavine Bajazida II. i Selima I. u Anatoliji se razvio snažan antifeudalni otpor, izražen u surovo ugušenim vjerskim, i heretičkim pokretima. U razdoblju raspada Osmanskog Carstva ponovo je poprište borbi. Egipatski vojskovođa Ibrahim paša zauzeo je 1832. dijelove Anadolije.     
Poslije potpisivanja primirja u Mudrosu 1918., slomljeno je Osmansko Carstvo, sile Antante okupirale su mnoga područja Anatolije, dok je Grčka okupirala İzmir (grč. Smirna) 15. svibnja 1919. Taj čin je probudilo nacionalna osjećaje Turaka u Anatoliji i okupilo oslobodilačke snage oko Mustafe Kemala Atatürk radi pružanja otpora savezničkoj i grčkoj okupaciji. To je bio početak općeg narodnog ustanka i Grčko-turski rat 1919. – 1922. Od malih gerilskih grupa, oružane snage ustanika su u stalnom porastu (sredinom 1920. brojale su oko 50,000 ljudi) Pobjede nove turske vojske u bitci kod İnönüa i na rijeci Sakarya zaustavile su grčke snage i preokrenule tijek rata. Saveznici su priznali novu tursku vladu ustanovljenu u Ankari 2. svibnja 1920. na čelu s Kemalom Atatürkom.     

## Vanjske poveznice
Sestrinski projekti
|  | Zajednički poslužitelj ima još gradiva o temi Anatolija |